# Adolphe Clément-Bayard

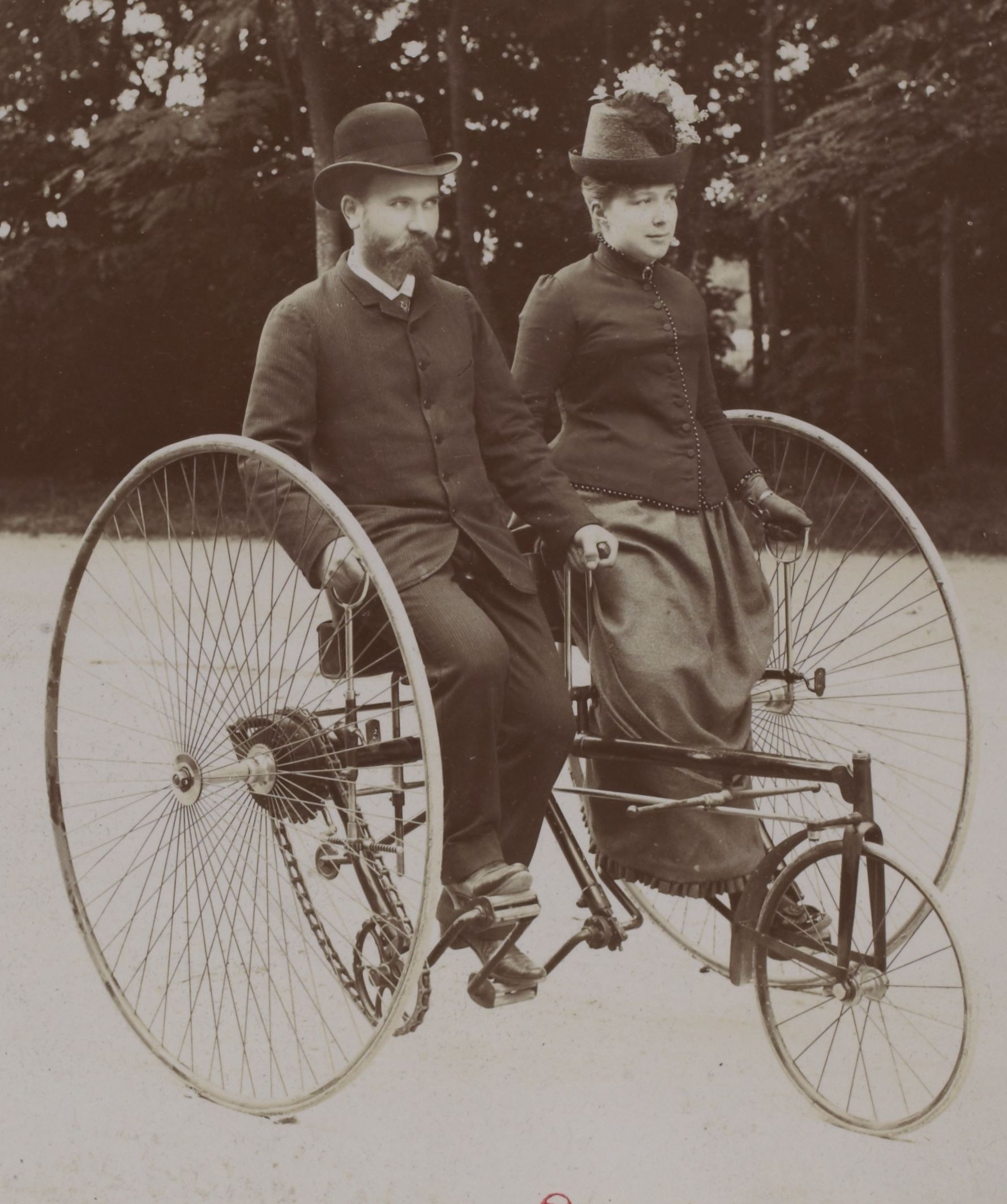
Gustave Adolphe y Céleste Angèle Clément, hacia 1894-1895

Gustave Adolphe Clément (desde 1909 adoptó el apellido Clément-Bayard) (22 de septiembre de 1855 - 10 de marzo de 1928) fue un empresario francés, una de las figuras clave del desarrollo pionero de la industria del automóvil en su país. Partiendo de un modesto taller de reparación de bicicletas, supo aprovechar el potencial del negocio de fabricación de neumáticos, y llegó a ser el fundador y propietario de Clément-Bayard, una de las fábricas de automóviles más pujantes de principios del siglo XX. Las desastrosas consecuencias de la Primera Guerra Mundial hicieron que vendiera su empresa en 1922. 

## Biografía

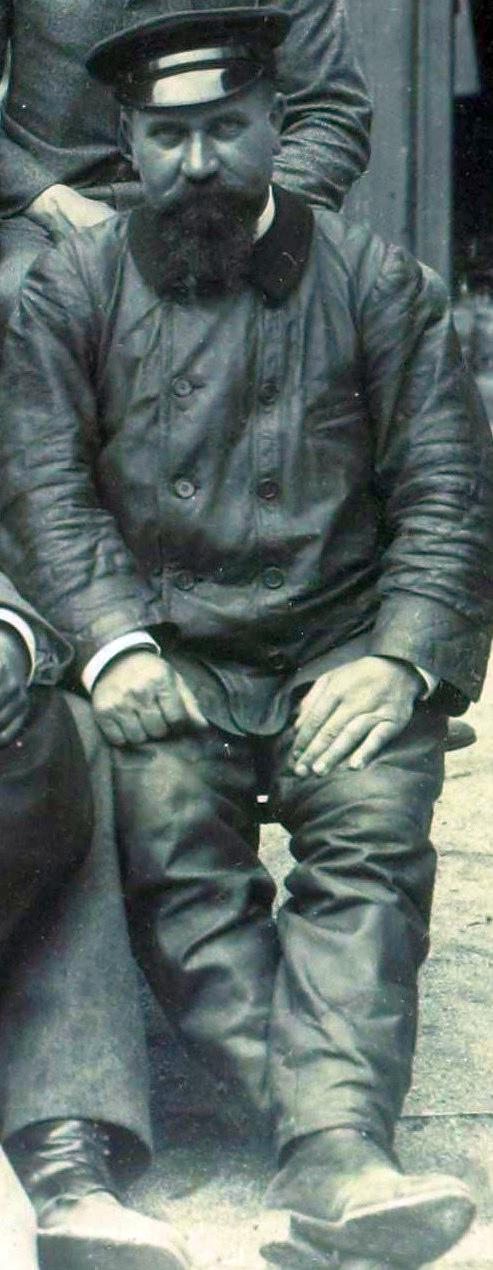
Adolphe Clément-Bayard en el Tour de France automovilístico de 1899.

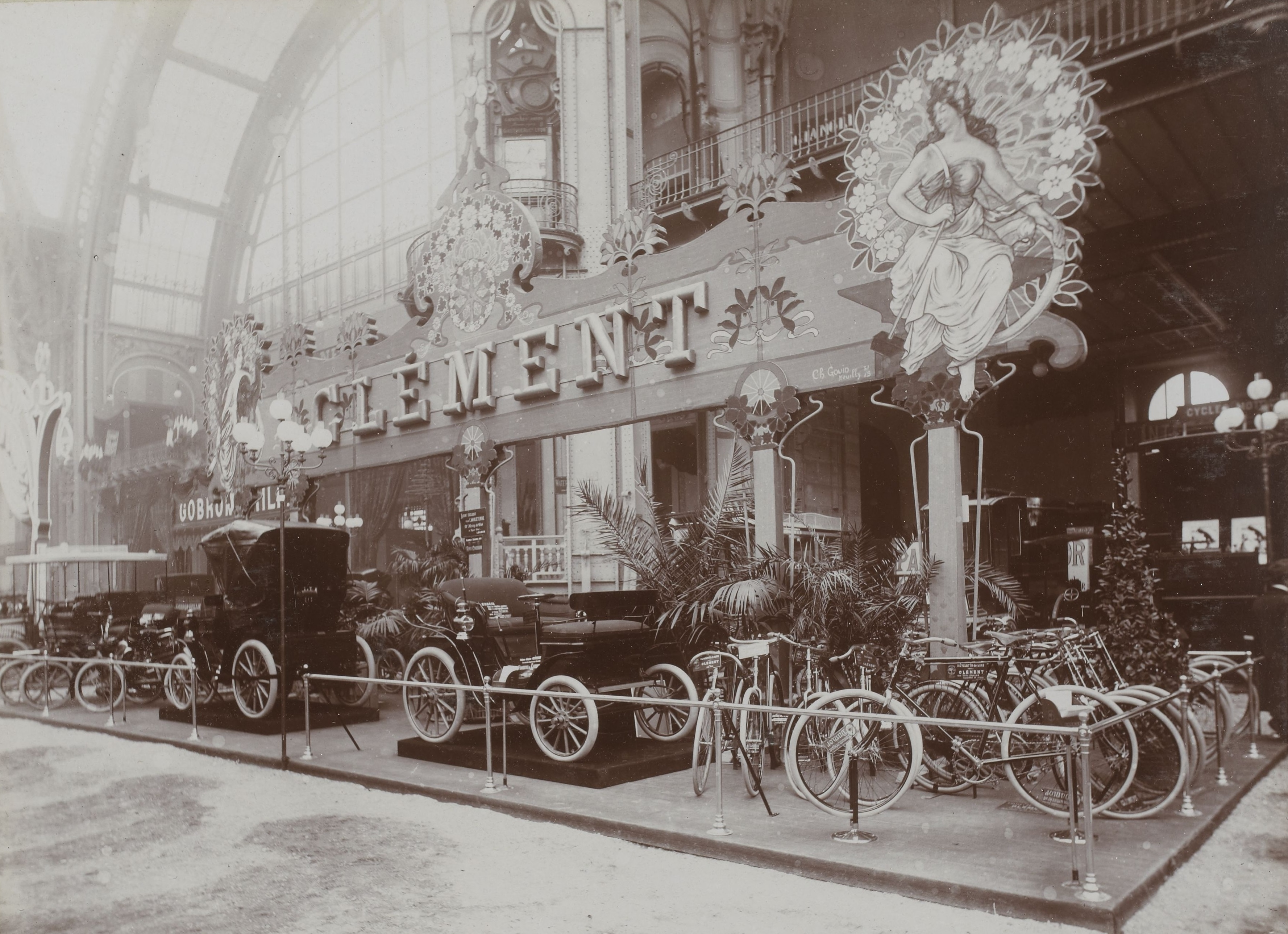
Clément en el salón del automóvil, del ciclismo, y de los deportes (1901).

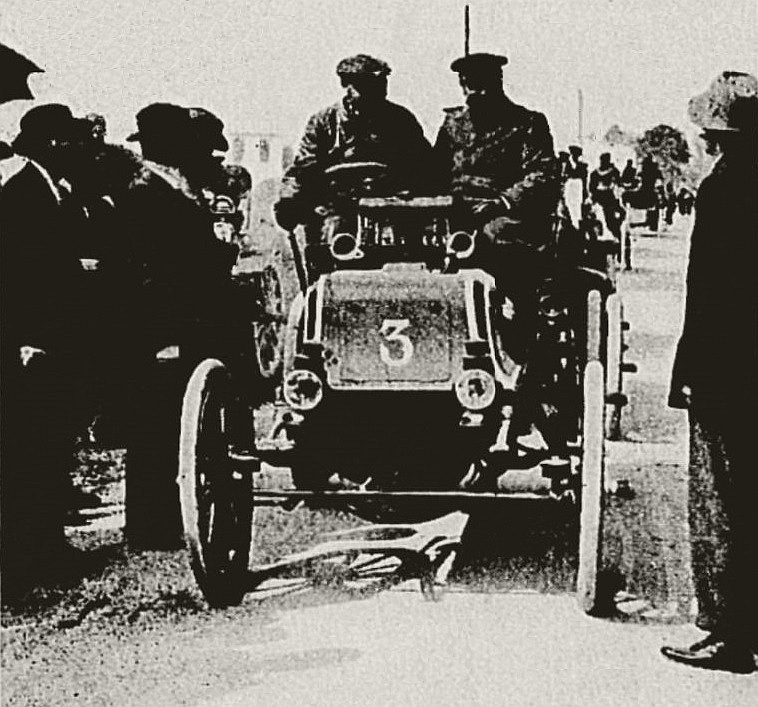
Adolphe Clément-Bayard en el Panhard del Príncipe Orloff, vencedor del tercer Premio de Ámsterdam en 1898.

Huérfano desde los nueve años de edad, con trece comenzó a trabajar como aprendiz de herrero, y pasó a formar parte del Compagnon du Tour de France (una antigua comunidad de artesanos itinerantes). Desde el mundo de las carreras de bicicletas, fue capaz de empezar a fabricarlas, ampliando su actividad con éxito primero al negocio de los neumáticos, luego a las motocicletas y los automóviles, y finalmente a los aviones y dirigibles.
Interesado en todo tipo de carreras sobre ruedas, en 1894 fue pasajero del vehículo ganador de la primera competición del motor en el mundo: la Paris-Rouen, la primera Competición para Carruajes sin Caballos ("Concours des Voitures sans Chevaux"), que se adjudicó el Peugeot de Albert Lemaître.
A raíz de vender los derechos de fabricación de los automóviles Clément, añadió Bayard al nombre de su nuevo negocio. La denominación de la compañía honraba al Chevalier Pierre Terrail, seigneur de Bayard, quien salvó la ciudad de Mézières (sede de la compañía) de un ejército Imperial durante el asedio que sufrió en 1521.
En 1909, cinco años después del lanzamiento exitoso de la marca de automóviles Clément-Bayard, solicitó y obtuvo el consentimiento del Consejo de Estado de Francia para cambiar su apellido y el de sus descendientes por el de Clément-Bayard. Fue nombrado Comendador de la Legión de Honor en 1912.
La mayor parte de su imperio industrial fue destruido durante la Primera Guerra Mundial, debido al saqueo alemán, a la conversión de la fábrica a la producción de guerra para Francia, y a la subsiguiente debilidad del mercado tras el conflicto. La compañía Clément-Bayard fue vendida a André Citroën en 1922, y la factoría de Levallois-Perret se convirtió en el centro de fabricación del 2CV durante los 40 años siguientes.

### Primeros años

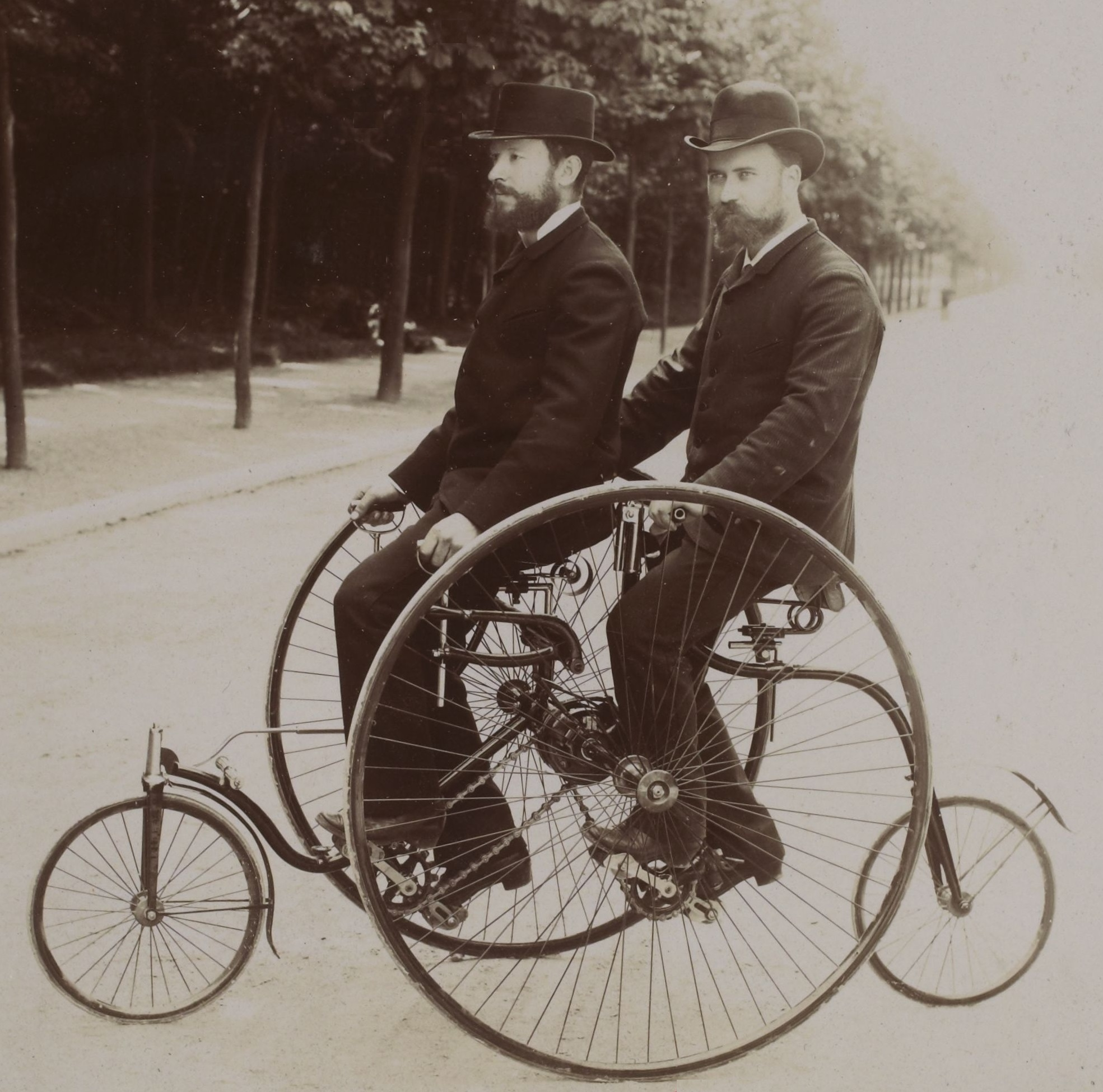
Cuadriciclo, con Clément-Bayard detrás (1894)

Adolphe Clément, hijo de un tendero, nació en la rue du Bourg de Pierrefonds, en Oise. Era el segundo de los cinco hijos de Leopold Adolphus Clément y de Julie Alexandrine Rousselle. Su madre murió cuando Adolphe tenía siete años de edad, y su padre, que volvió a casarse, falleció dos años después. Durante los siete años siguientes se crio con su madrastra, quien se volvió a casar con un profesor de escuela. Adolphe estudió en la escuela primaria en Pierrefonds y posteriormente en la Universidad de Villers-Cotterêts. Trabajó en el negocio familiar repartiendo víveres, y con trece años escogió ser aprendiz de un herrero y herrador.
Durante el invierno de 1871-1872, Adolphe, de 16 años, partió de Pierrefonds para recorrer Francia como Compagnon du Tour de France, una organización de artistas y artesanos itinerantes que data de la Edad Media. Había ahorrado 30 francos con múltiples empleos durante tres años, subsistiendo en cada ciudad con su trabajo en las forjas propiedad de otros Compagnons du Tour, herrando caballos, reparando objetos metálicos y haciendo cualquier clase de tarea.
Llegó a París en 1872, y después a Orleans y a Tours, donde conoció el taller de 'Bicicletas Truffault'. Este hecho le llevó a adquirir dos ruedas de carreta de madera para construir una bicicleta con marco de hierro.
Las primeras carreras ciclistas organizadas habían comenzado ya en 1869 (París-Rouen), y en 1873 Truffaut prestó al joven Clément (de 18 años) una bicicleta de hierro con neumáticos de goma macizos para correr en Angers. Acabó 6º, satisfecho de poder leer su nombre en los diarios.

### Vida familiar

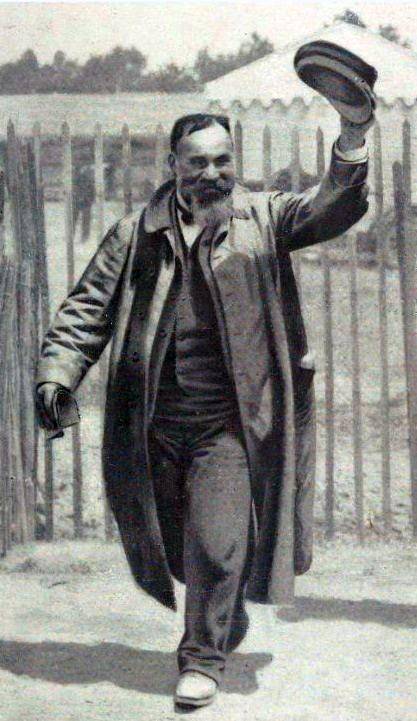
Adolphe Clément-Bayard en 1906.

Adolphe Clément se casó con Céleste Angèle Roguet y tuvieron cuatro hijos: Albert, Angèle, Jeanne y Maurice. Albert murió mientras preparaba el Gran Premio de Francia de 1907. Angèle (1880–1972) enviudó de Albert Dumont, ingeniero y director en la fábrica de Levallois. Se casó de nuevo con Numa Joseph Edouard "Petit" Sasias (1882-1927), un funcionario de asuntos exteriores, exsecretario de la Presidencia del Consejo de Estado, con quien tuvo un hijo. Jeanne se divorció de Fernand Charron, piloto de carreras y director de la planta en Levallois-Perret, viviendo sola posteriormente. Maurice se casó con Renée Hammond y la pareja tuvo tres hijos: Andrée, Jacqueline y Albert (apodado Billy para evitar confundirlo con su tío Albert).
El Domaine Bois D'Aucourt en Pierrefonds era originalmente una finca de caza del siglo XVII que había sido propiedad del rey Sol Luis XIV, reacondicionada en 1822. Situada a 1,5 kilómetros al oeste del Château de Pierrefonds y de su propio lugar de nacimiento en la rue du Bourg, Adolphe Clément compró la propiedad alrededor de 1904, encargando al arquitecto de su compañía Edward Redont renovarla y remodelarla.
La mansión del Domaine du Bois d'Aucourt en Pierrefonds fue posteriormente utilizada por su hijo Maurice, mientras que Adolphe continuó viviendo en el 35 de la Avenida du Bois de Boulogne, Neuilly-sur-Seine.

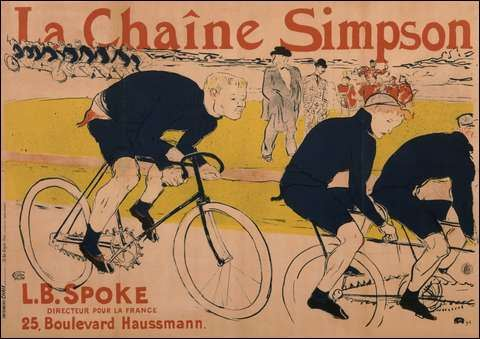
Cartel publicitario obra de Henri de Toulouse-Lautrec (años 1890). Constant Huret pedaleando en una bicicleta equipada con una cadena Simpson, detrás de un tándem Gladiator marcando el paso en el Velódromo del Sena.

### Vida posterior
Hacia 1893 Clément adquirió el Vélodrome de la Seine, próximo a la fábrica de Levallois-Perret, que se anunciaba como "La Más bella y la más rápida pista del mundo". Fue dirigida por Tristan Bernard, quien también dirigió el Vélodrome Buffalo (instalación parisina que debía su nombre a haber acogido los espectáculos de Buffalo Bill) y sus acontecimientos eran una parte integral de la vida parisiense, siendo regularmente frecuentado por personalidades como Toulouse-Lautrec. Según se dice, Clément lo vendió o le dio otro uso alrededor de 1900.
Como estrategia comercial, utilizó la forma latina de su nombre, Gustavus Adolphus, y posteriormente (en 1909) recibió permiso del Consejo de Estado para cambiar su apellido a Clément-Bayard.
La muerte de su hijo Albert en accidente mientras preparaba el Gran Premio Automovilístico de Francia de 1907, le afectó durante mucho tiempo. En 1913 fue elegido alcalde de Pierrefonds, cediendo el control en 1914 de la empresa Clément-Bayard a su hijo Maurice, apasionado de la aviación.
Murió en 1928 de un ataque al corazón, mientras conducía su coche por la rue Laffitte, cuando acudía a una reunión de un consejo de administración en París.

## Fabricación de bicicletas
En 1876, después de dos años en las carreras ciclistas, trabajando y ahorrando, con 21 años Adolphe reunió el dinero necesario para abrir un taller de reparación de bicicletas en Burdeos. 
La siguiente etapa de su plan empresarial fue trasladarse a Marsella, donde aprendió a fabricar tubos de acero para construir bicicletas. Al año siguiente, se mudó a Lyon, y empezó a fabricar bicicletas con la marca Clément SA ciclos.

### Clément ciclos

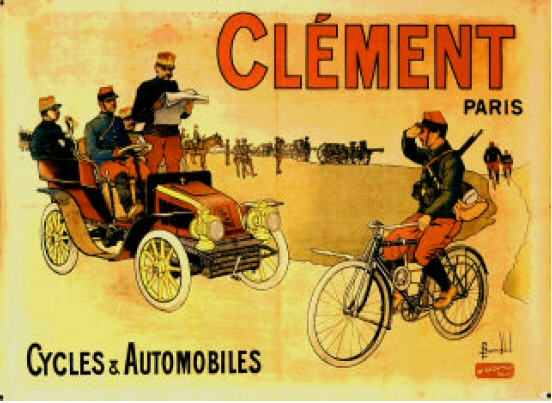
Cartel anunciador de las Bicicletas y los Automóviles Clement (1903). (Museo del Automóvil de Reims)

Al año siguiente, en 1878, volvió a París y abrió un negocio de bicicletas, A. Clément & Cie, en el n° 20 de la Rue Brunel, cercano a la plaza de l'Etoile. Aquí también organizó un equipo para competir en carreras ciclistas. Sus socios empresariales eran monsieur de Graffenried y monsieur de Montgeron.
A finales de 1878 Adolphe patrocinó al campeón de ciclismo Charles Terront en los "Seis Días" ciclistas disputados en el Agricultural Hall de Londres. También abrió una tienda en el n°31 de la rue du 4-Septembre de París, utilizando para su promoción una campaña de carteles de anuncio, lo que era un concepto novedoso por entonces.
En septiembre de 1879, Clément construyó un horno de fundición de hierro en Tulle, en el Lemosín (un lugar con abundante potencia hidráulica para accionar maquinaria), pero no disponía de los recursos financieros suficientes para hacerlo viable, y Tulle estaba demasiado lejos de París, por lo que tuvo que vender la planta.
Hacia 1880, el "negocio" de fabricación de bicicletas de Clément en la Rue Brunel, empleaba cerca de 150 trabajadores en sus talleres. (Imagen y descripción de la bicicleta Clément de 1880) Sus máquinas se consideraban de alta calidad, y hacia 1890 Clément era la marca de bicicletas más importante de Francia.

### Bicicletas Clément-Gladiator

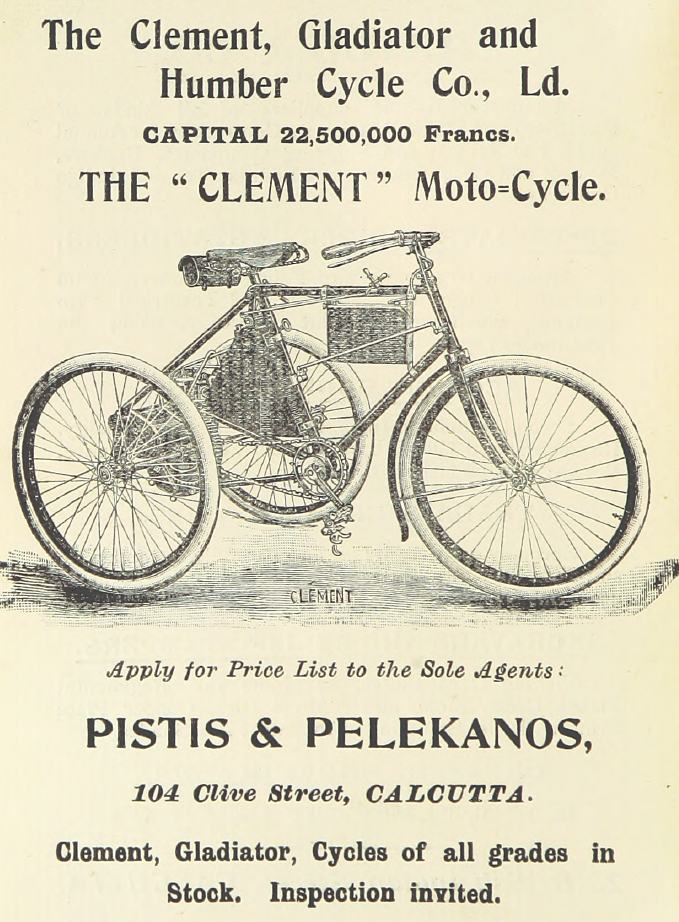
Triciclo motorizado Clément, Gladiator & Humber & Co Limited, 1898

Ciclos Gladiator, una empresa fabricante de bicicletas francesa, fue fundada por Alexandre Darracq y Paul Aucoq en 1891 en Le Pré-Saint-Gervais, al noreste de París. Adolphe Clément era un inversor importante en este negocio.
En 1895 Ciclos Gladiator lanzó su primer vehículo motorizado, un triciclo con un propulsor de combustión interna alimentado con nafta.
En 1896 Adolphe Clément, titular de los derechos para la fabricación extremadamente rentable de los neumáticos Dunlop en Francia, se unió a un consorcio liderado por el fundador de Dunlop, Harvey du Cros, para comprar la compañía Ciclos Gladiator, y la fusionó en un importante conglomerado de fabricación de bicicletas denominado Clément, Gladiator & Humber & Co Limited, valorado en 22 millones de francos. La gama de bicicletas se amplió con vehículos de tres ruedas, cuadriciclos, con una bicicleta motorizada en 1902, y finalmente, con coches y motocicletas.
Poco después de la compra de Ciclos Gladiator en 1896, Adolphe Clément comenzó a construir la nueva fábrica en Levallois-Perret al noroeste de París, donde también se produjeron varios coches a partir de 1898. En esta fábrica, tras su venta a Citroën en 1922, se construyó el 2CV durante casi cuarenta años. 

## Fabricación de ciclomotores

### Clément y Gladiator
Desde 1895 ciclos Clément empezó a centrarse en los vehículos motorizados. En 1895 introdujo su primer vehículo de combustión interna, un triciclo con motor de nafta. En 1902 lanzaron una bicicleta motorizada con un motor de 142 cc fijado al marco. Este sistema estaba disponible tanto para las bicicletas de Clément como para las de Gladiator.

### Clément-Garrard
En Gran Bretaña estos populares ciclomotores fueron conocidos como Clément-Garrard. James Lansdowne Norton construyó bajo licencia marcos de bicicleta Clément, y utilizó el motor Clément accesorio para las primeras motocicletas Norton.

## Fabricación de neumáticos

### Dunlop
En 1889 Clément vio un neumático Dunlop en Londres y adquirió los derechos de fabricación para Francia por 50.000 francos. Este negocio lo convirtió en millonario. La compañía, formada con un capital de 700.000 francos, pagó el 100% por dividendo en su primer año de operación. Dunlop Francia, y ocasionalmente Clément-Dunlop, era un regular integrante de equipos de competición ciclistas y del motor.

### Neumáticos Clément
La fabricación de Neumáticos Clément comenzó en 1878 para ser utilizados en las primeras bicicletas, pero perdió su identidad francesa ante el gran éxito de los neumáticos con la marca Dunlop. Después de la Primera Guerra Mundial, Neumáticos Clément se estableció en Italia, y fue el proveedor principal de neumáticos de bicicleta para Clément Pneumatici durante buena parte del siglo XX. Fabricante internacional líder durante las décadas de 1950, 1960 y 1970, se asoció con ciclistas como Eddy Merckx, Jacques Anquetil, Felice Gimondi, y Ole Ritter. La compañía fue adquirida por Pirelli en los años 1980, y la fabricación se trasladó a Tailandia, hasta que en 1995 Pirelli abandonó el negocio de neumáticos de bicicleta. En 2010 se autorizó a utilizar la marca a Donnelly Sports, que reinició la fabricación en Tailandia.

## Fabricación de automóviles

### Automóviles Clément-Gladiator
En 1898 la nueva compañía Clément-Gladiator construía coches y los comercializaba con las dos marcas: Clément y Gladiator. Los Gladiator fueron importados a Inglaterra por la Motor Power Company, propiedad de S. F. Edge y Harvey du Cros (fundador de Dunlop). Financiado por Harvey du Cros, Herbert Austin construyó coches Clement-Gladiator en Longbridge a comienzos de 1906, vendiéndose con la marca Austin.
Anteriormente, desde 1901, los coches Clément-Gladiator fueron construidos en la factoría de Levallois-Perret, y en 1902 la producción superó los 1000 coches anuales, con más de 800 unidades vendidas en Inglaterra.
Después de 1903 el nombre Clément-Gladiator continuó siendo utilizado en los coches con transmisión cardán construidos en el taller previo a la fábrica de Saint Gervais, mientras que los vehículos con transmisión por cadena eran comercializados como Gladiator. El nombre Clément dejó de usarse en 1907; pero en 1909 otro fabricante francés, Vinot et Deguingand, retomó la producción de Gladiator trasladándola a Puteaux. En este periodo el taller de Saint Gervais volvió a fabricar bicicletas.

### Panhard y Levassor
En 1897 Clément invirtió un millón de francos en Panhard & Levassor, como parte de sus cinco millones de francos de capitalización. Esta aportación consolidó el negocio principal y finalmente permitió la creación de la marca Clément-Panhard.

### Clément-Bayard

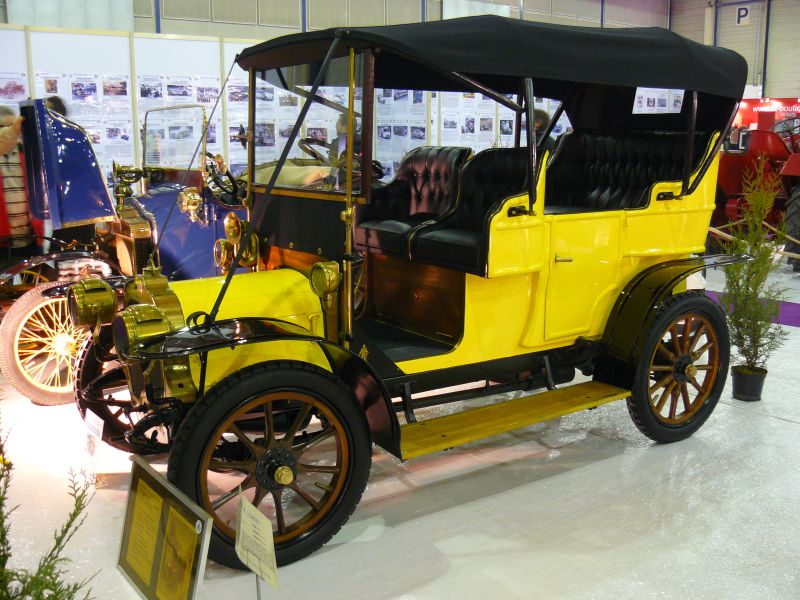
Bayard Clement Double Phaëton 1908

Clément-Gladiator fue dividida en 1903. Charles Chetwynd-Talbot fundó la rama inglesa, "Clément-Talbot Ltd", mientras que Adolphe Clément fundó la empresa Clément-Bayard en Mézières (actualmente Charleville-Mézières). Escogió el nombre de Bayard en conmemoración del Chevalier Pierre Terrail, seigneur de Bayard, quien salvó la ciudad de Mézières en 1521. La imagen de una estatua del Chevalier existente delante de la fábrica de Mézières, se incorporó al logotipo de compañía. Tras la ruptura las dos marcas construyeron inicialmente coches muy similares, diferenciándose gradualmente con el paso del tiempo.
En 1922 la compañía Clément-Bayard fue vendida a André Citroën, en cuya compañía también invertido Clement. Como ya se ha señalado, la fábrica de Levallois-Perret se convirtió en el centro de la fabricación del 2CV  durante los 40 años siguientes.

### Clément-Panhard
Clément era uno de los directores de Panhard-Levassor, y cuando la fábrica no pudo asumir los requisitos de producción para cerca de 500 unidades del modelo 'voiture légère' ('carreta de perro') en 1898,  emprendió la fabricación bajo licencia en su fábrica de Levallois-Perret. Este modelo estaba diseñado por un pionero de los dirigibles, el Commandante Arthur Krebs, de Panhard, y utilizaba un chasis tubular y un motor trasero de 3,5 Hp.

### Clément-Rothschild

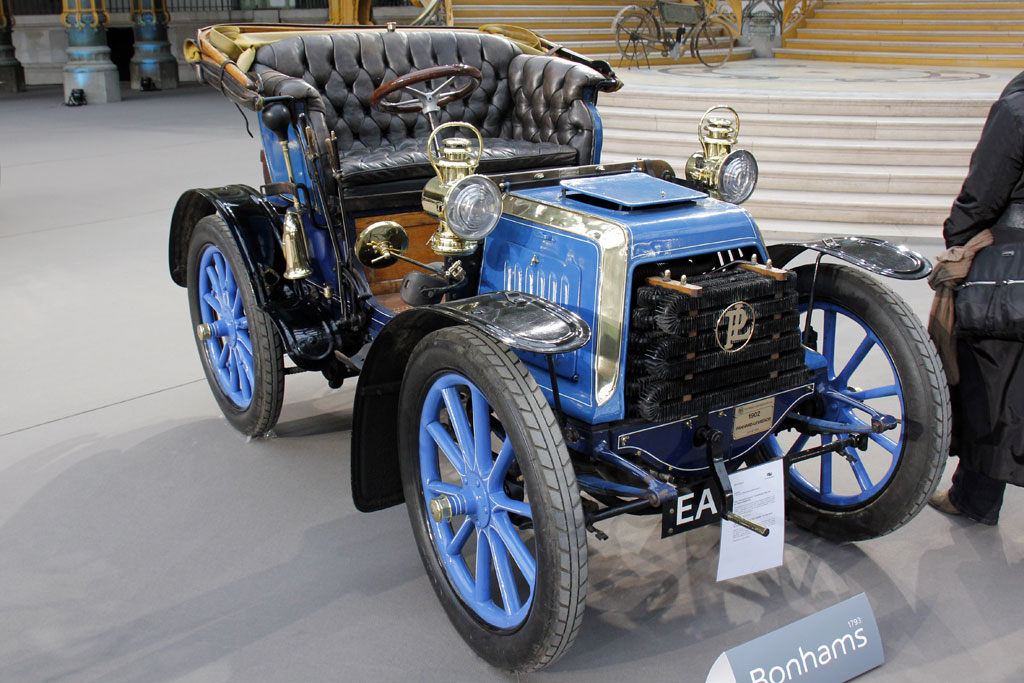
1902 Panhard-Levassor de dos asientos con motor de dos cilindros gemelos de 7 Hp Clement-Rothschild

Alrededor de 1902 una serie de automóviles carrozados como Clément-Rothschild, basados en el chasis Panhard-Levassor, fue producida por Carrosserie Clément-Rothschild (en el n° 33 del Quai Michelet, Levallois-Perret), y también en la fábrica adyacente de Adolphe Clement en Levallois-Perret. En aquella época pudo haber dos empresas carroceras con el nombre Rothschild en París, porque J. Rothschild & Fils operaba desde el n° 131 de la Avenida Malakoff, aunque la compañía había sido fundada por el austriaco Josef Rothschild en 1838 en Levallois-Perret, y construía carrocerías de automóvil hacia 1894. En 1896 el negocio había sido adquirido por Edmond Rheims y Leon Auscher, que introdujeron el uso del aluminio en las carrocerías.

### Clément-Stirling y Stirling-Panhard

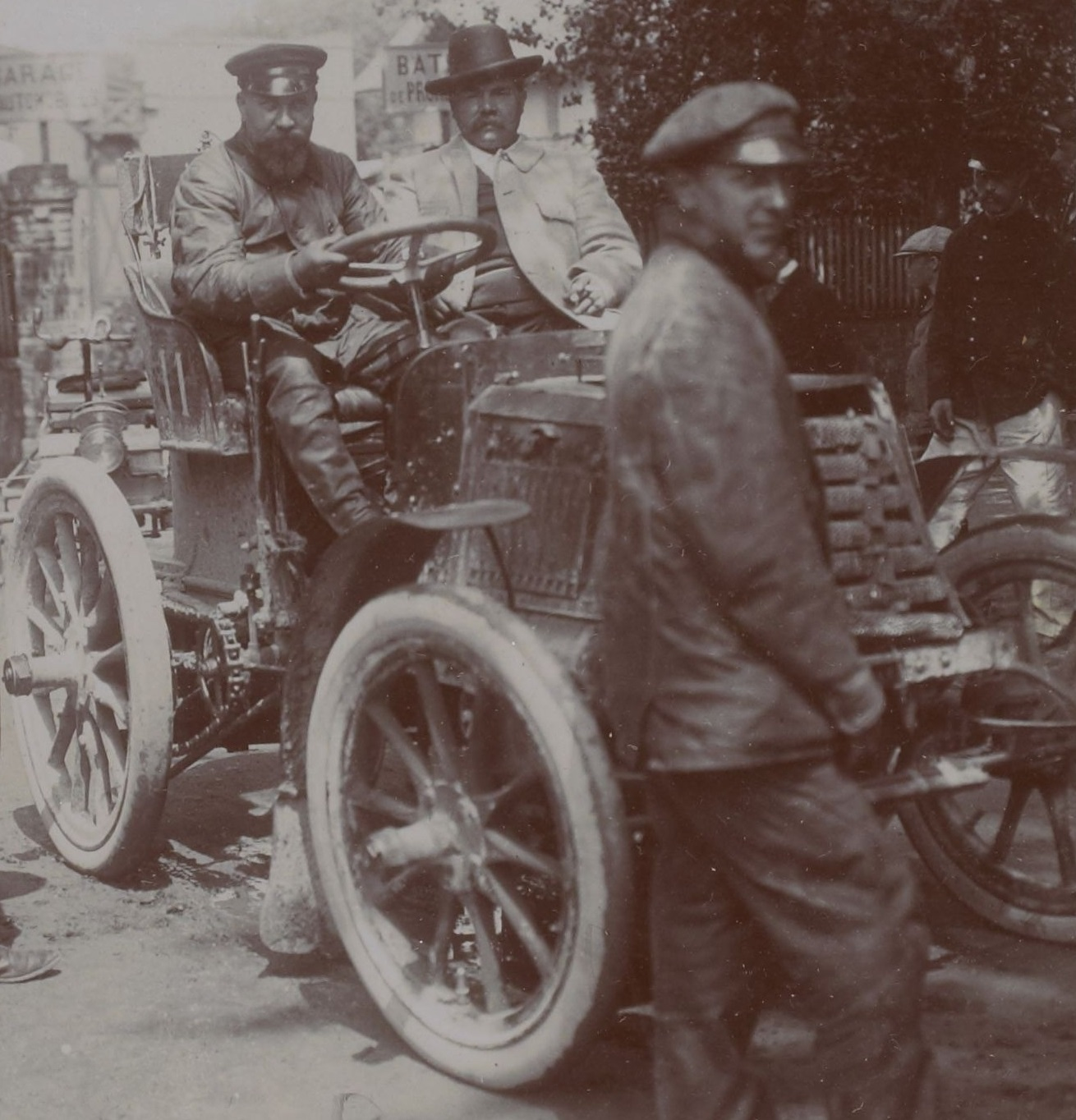
Adolphe Clément-Bayard en el Tour de France para automóvilees (1899).

Algunos Clément-Panhard fueron exportados a Gran Bretaña, donde eran vendidos como Clément-Stirling y Stirling-Panhard por el carrocero escocés Stirling.

### Clément-Talbot
Adolphe Clément era un accionista importante en la compañía junto con Chetwynd-Talbot, quien era el presidente , A. Lucas, y E. Lamberjack, ambos franceses. Las dos marcas ( Clément-Bayard y Clément-Talbot) construyeron coches muy similares, pero a partir de 1907 se diferenciaron sus especificaciones.
El 11 de octubre de 1902 la compañía Clément-Talbot fue formalmente fundada, levantándose una nueva fábrica en Ladbroke Grove, cerca de Londres. Las antiguas oficinas son actualmente conocidas como Ladbroke Hall.
La compañía operaba como Clément-Talbot, y la fábrica era conocida con el mismo nombre, pero después del primer año los coches pasaron a ser denominados simplemente como Talbot.

### Diatto-Clément
En 1905 Adolphe Clément-Bayard creó la "Diatto-Clément Societa Anonima" con el fabricante italiano Diatto, que producía carrocerías en Turín desde 1835. Sus coches, conocidos como Torinos se construyeron en Turin bajo licencia de Clément. Los primeros coches eran los 20-25 Hp con motores de cuatro cilindros y 3770cc. Fueron seguidos por el modelo 10-12Hp (1884cc y dos cilindros) y por el 14-18Hp (2724cc y cuatro cilindros). Esta serie fue un éxito y fue seguido por un modelo de seis cilindros. En 1909 Clément-Bayard dejó la compañía, que fue rebautizada como "Societa Fonderie Officine Frejus".

### Clément Motor Company (Gran Bretaña)
En 1906 Adolphe Clément fundó la "Clément Motor Company" en Coventry para construir modelos Gladiator bajo licencia. Utilizó el lema "Sencillamente Clément, nada más" para evitar la confusión con los Clément-Talbot, que por entonces ya eran conocidos tan solo como Talbot. Entre 1907 (1908) y 1914 se fabricaron y vendieron vehículos con la marca Clément. La empresa es recordada como la "Clément Motor Company Ltd.", de Coventry, Warwickshire.

## Carreras automovilísticas

### Primera carrera de automóviles en el mundo

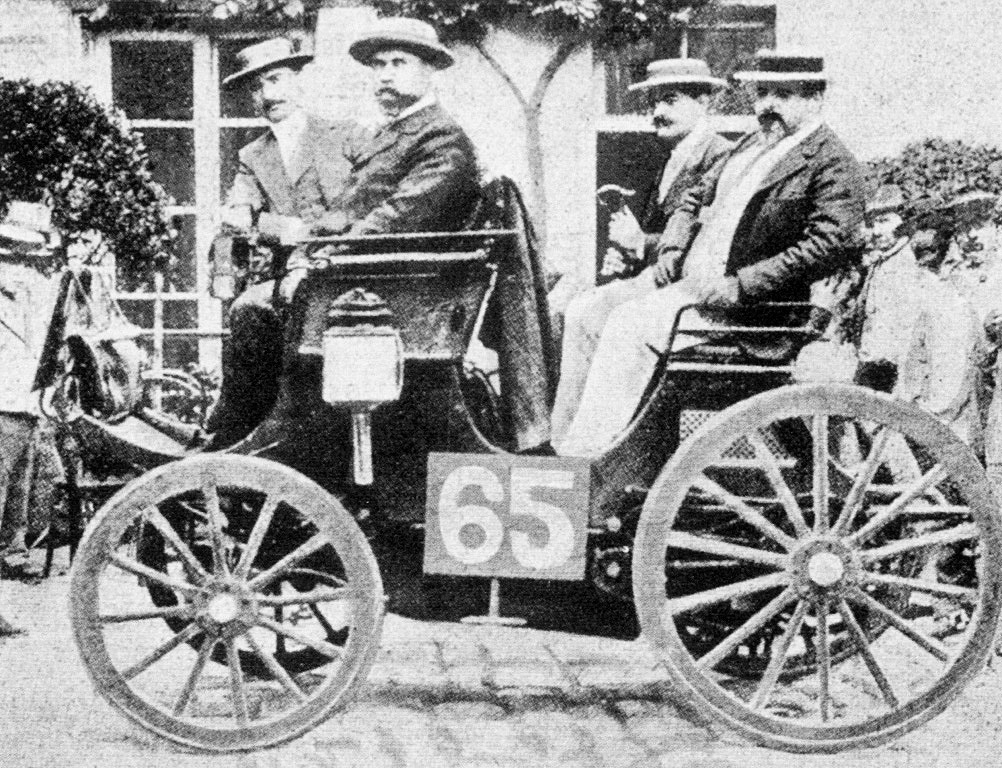
Albert Lemaître se clasificó 1º con su Peugeot 3 Hp. Adolphe Clément-Bayard es el pasajero del asiento del frente. (Segundo por la izquierda en la imagen)

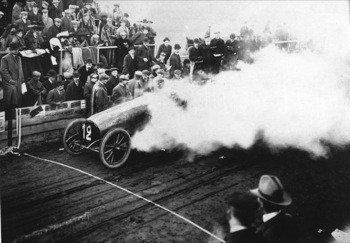
Albert Clément conduciendo un Clément-Bayard de 80 Hp en la Copa Vanderbilt de 1905

Adolphe Clément-Bayard no tuvo una implicación directa en la naciente industria del motor hasta alrededor de 1897, pero fue pasajero en el Peugeot de Albert Lemaître,  considerado como el ganador oficial de la primera carrera de vehículos motorizados en el mundo, disputada el 22 de julio de 1894 entre París y Rouen.
El acontecimiento fue un reclamo publicitario organizado por Pierre Giffard de la revista Le Petit Journal, y constó de 69 coches que debieron superar una prueba de selección de 50 kilómetros, pasando 25 a la prueba principal, la carrera de 127 kilómetros desde París (Porte Maillot) a Rouen. Albert Lemaître completó la carrera en 9 horas y 18 minutos, con una velocidad media de 13,6 kilómetros por hora, seguido por Auguste Doriot (Peugeot), René Panhard (Panhard) y Émile Levassor (Panhard). El conde Jules-Albert de Dion llegó a Rouen 3'30” por delante de Albert Lemaître, pero los coches eran puntuados según su velocidad, manejo y características de seguridad; los ganadores oficiales fueron Peugeot y Panhard. El coche de vapor de De Dion requería un fogonero, lo que estaba prohibido.

### Prueba París–Berlín

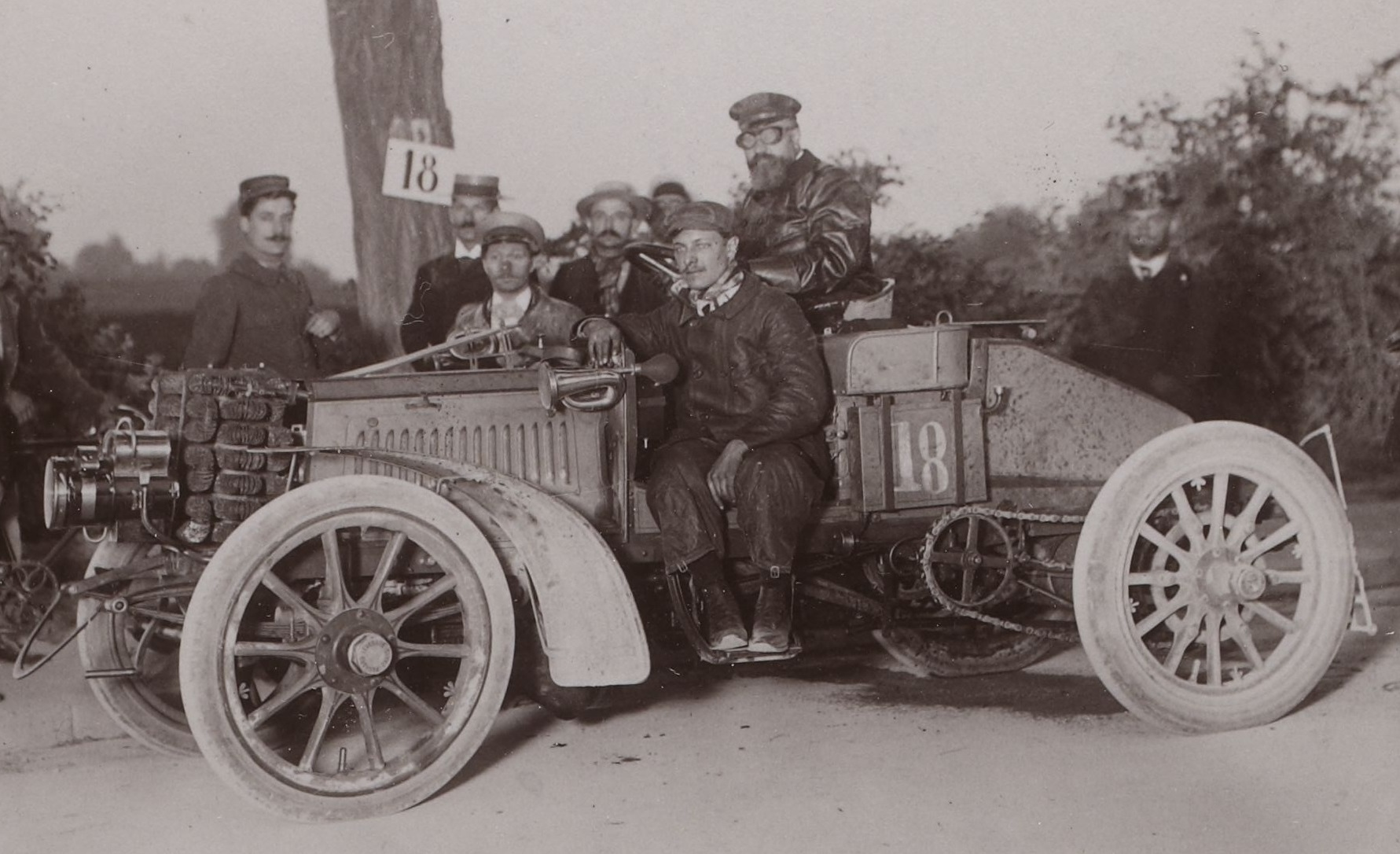
Adolphe Clément-Bayard en la París-Berlín de 1901.

Clement se clasificó en el puesto 20º en la prueba París–Berlín de 1901. Conduciendo el Panhard número 18 completó el recorrido en 21 horas 53 minutos y 38 segundos.

### Clément-Bayard
Clément-Bayard comenzó a construir automóviles en 1903, produciendo coches de carreras a partir de 1904. El equipo de correrdores incluía a su hijo Albert Clément (fallecido en accidente cuando preparaba el Gran Premio de Francia de 1907), Jacques Guders, Rene Hanriot, Marc-Philippe Villemain, 'Carlès', "De la Touloubre" y A. Villemain, y Pierre Garcets.

## Fabricación de aviones

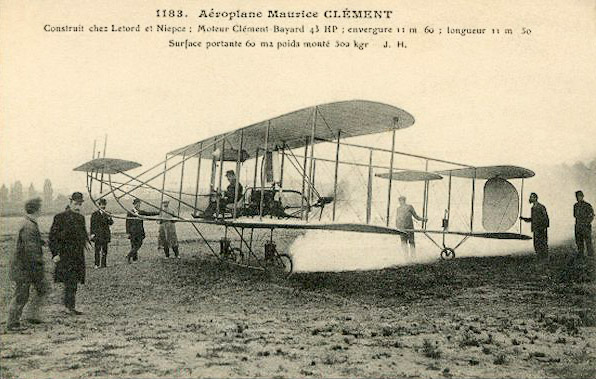
Maurice Clément-Bayard a los mandos del biplano Clément-Bayard (1910)

Clément-Bayard creó la primera aeronave de producción en serie del mundo. el Demoiselle N° 19, un monoplano pequeño y estable, con una producción prevista de 100 unidades, de las que se construyeron 50 y se vendieron tan solo 15.

## Fabricación de dirigibles

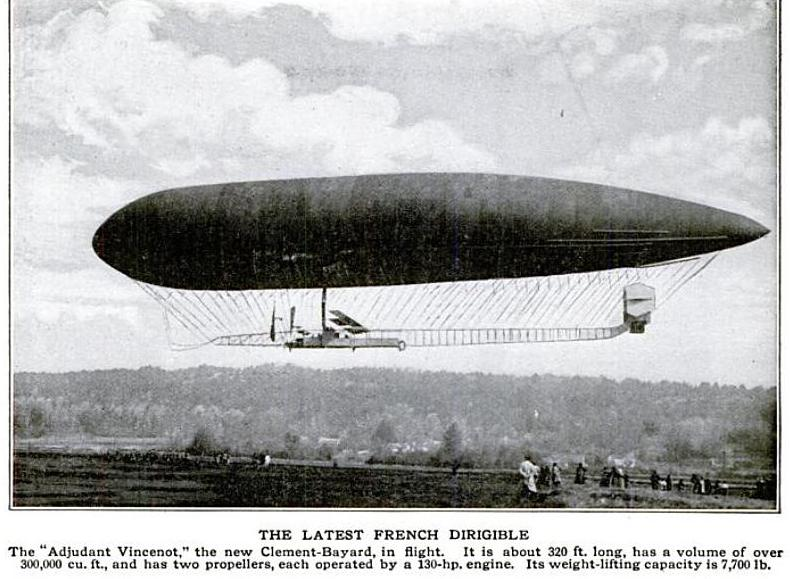
Dirigible Clément-Bayard N° 1, "Adjudant Vincenot", hacia 1910. Imagen de la revista Mecánica Popular.

En 1908 "Astra Clément-Bayard" empezó a fabricar dirigibles para el Ejército Francés en una nueva fábrica en La Motte-Breuil. El mayor de ellos, vendido a Rusia, medía 86 m y tenía un volumen de 9600 m³.

## Actividad bélica
Hacia 1910 Clément-Bayard clamó contra las ambiciones expansionistas de Alemania, y en 1912 fue atacado por una turba hostil proalemana. Así, cuando Alemania invadió Francia ya era un hombre señalado. En septiembre de 1914 los alemanes tomaron las afueras de Pierrefonds y expoliaron el Domaine du Bois d'Aucourt, a pesar de que por entonces estaba custodiado por Carlo Bugatti (el diseñador de mobiliario y de joyas art Nouveau, padre de Ettore Bugatti), quien también vivía en la ciudad. Adolphe permaneció en París con su familia.
Clément cedió el control de Clément-Bayard a su hijo Maurice en 1914 antes del inicio de la guerra, pero las consecuencias del conflicto para la compañía fueron desastrosas. La Macérienne, la fábrica en Mézières, fue tomada por los alemanes en las primeras semanas de guerra. La maquinaria industrial fue enviada a Alemania, y las forjas, fundiciones y hornos destruidos. La Macérienne fue saqueada y utilizada como escuela de equitación cubierta para los oficiales alemanes.
La construcción de automóviles en Levallois-Perret en París fue suspendida en agosto de 1914, y la fábrica fue adaptada para la producción bélica.

## Banco de las Ardenas
En 1922, Clément-Bayard fue nombrado director y vicepresidente del nuevo Banco de las Ardenas, establecido en Charleville el 12 de abril de 1922.

## Caso Dreyfus
El caso Dreyfus dividió a los franceses al final del siglo XIX sobre la culpabilidad o la inocencia de un militar, el capitán Alfred Dreyfus, quien había sido condenado tras ser acusado de vender secretos a los alemanes. En 1900 Clément-Bayard era uno del principales industriales anti-Dreyfusard, junto con el conde Jules-Albert de Dion, quien canceló toda la publicidad de sus empresas en el diario Drefusard Le Vélo; fundando un periódico deportivo rival, L'Auto-Velo. Los orígenes tanto del Tour de Francia como del diario L'Équipe, están relacionados con la hostil postura anti-Dreyfusard de Clément. El caso Dreyfus fue finalmente cerrado (tras años de disputas periodísticas, judiciales y políticas) con la exoneración oficial de Dreyfus (como una persona inocente que había sido víctima de una trampa). Con el fin de las investigaciones oficiales, pudo afirmarse que Clément-Bayard y De Dion habían estado equivocados durante una década.

## Reconocimientos y honores
- Clément falleció en 1928.[1] Su tumba está localizada en el Domaine du Bois d'Aucourt d'Adolphe Clément-Bayard en Pierrefonds, designado Monumento Histórico Protegido desde 2004.[9]

- En 1912 Clément-Bayard fue nombrado comendador de la Legión de Honor.

- La calle Clément-Bayard atraviesa el centro de Pierrefonds, Oise.

- En 2005, se emitió una moneda de oro de 50 francos suizos para conmemorar el centenario del Salón del Automóvil de Ginebra, con el lema "Clément 1905".

### Otras Fuentes
- Gazoline (En francés). Clément tipo AC 2L Bayard : Un L'OMBRE DU CHEVALIER BAYARD

## Galería de imágenes
- Pdf sobre Adolphe Clément-Bayard, (francés) conteniendo 95 imágenes, carteles y esquemas de bicicletas, coches, aviones, dirigibles, edificios y fábricas.
- Flickr, Descripción e imagen de los talleres de Clément-Talbot en Ladbroke Grove. (enlace roto disponible en Internet Archive; véase el historial, la primera versión y la última).
- Imagen interna de 'Ladbroke Hall', antiguos talleres de Clément-Talbot en Ladbroke Grove (enlace roto disponible en Internet Archive; véase el historial, la primera versión y la última).